# Kamienica przy ul. Mokotowskiej 51/53 w Warszawie
Kamienica przy ulicy Mokotowskiej 51/53 − kamienica znajdują się przy ulicy Mokotowskiej 51/53 w Warszawie. Zaprojektowana została przez Mariana Lalewicza, polskiego architekta, reprezentanta klasycyzmu akademickiego. Budowana w latach 1923−1925 jest jednym z wielu przykładów monumentalnego klasycyzmu, a także jednym z najciekawszych pod kątem architektury budynkiem lat 20. XX wieku. Budynek został wpisany do rejestru zabytków wraz z ul. Mokotowską oraz jej kamienicami pod numerem 312 jako całość założenia urbanistycznego. 

## Historia
W 1927 kamienicę wykupił od Spółdzielni Mieszkaniowej Instytut Naukowej Organizacji (INO), dziś znany jako Towarzystwo Naukowe Organizacji i Kierownictwa. Wykupiono wtedy lokal o powierzchni użytkowej 398 m². W 1927 w kamienicy zamieszkał założyciel Instytutu Karol Adamiecki, o czym przechodniów informuje wmurowana w elewację tablica pamiątkowa.
Dziś kamienica należy do Spółdzielni Budowlano-Mieszkaniowej Dom, której lokal znajduje się w budynku kamienicy.

## Układ architektoniczny
Budynek składa się z trzech części: centralnej z podwórzem oraz dwóch skrzydeł dobudowanych po obu stronach części centralnej.
Lewe skrzydło posiada 6 kondygnacji, lecz tylko na pięciu znajdują się balkony. W tej części kamienicy znajduje się 5 pionów balkonowych (łącznie 25 balkonów na lewym skrzydle). Wszystkie są wysunięte przed lica budynku kamienicy, każdy zakończony jest krawędzią o łukowatym kształcie, którą ogranicza kuta balustrada o pionowych prętach. Piony balkonowe okalane są przez 2 narożniki o podziałach tynku, imitujących boniowanie. Na całej długości skrzydła pomiędzy trzecim a czwartym piętrem po fasadzie biegnie pas gzymsu. Pod jego linią na 2 narożnikach widoczne są po 2 metopy o żłobkowym wzorze. Na parterze lewego skrzydła znajduje się lokal handlowo-usługowy, który obecnie zajmuje restauracja.
Część centralna jest najbardziej reprezentatywna oraz posiada najwięcej zdobniczych elementów architektonicznych. W celu uniknięcia typowego dla kamienic XIX-wiecznych układu z małymi i niedoświetlonymi podwórkami-studniami otwarto w kierunku ulicy dziedziniec ograniczony stalowym ogrodzeniem. Na parterze części centralnej znajdują się cztery wejścia na klatki schodowe: po dwa do skrzydeł bocznych, prowadzące do mieszkań w niej się znajdujących. Prostopadłe do ulicy przybudówki zakończone są bogato zdobionymi narożnikami z balkonami i pilastrami - zarówno walcowatymi jak i prostopadłościennymi.
Skrzydło prawe jest znacznie dłuższe od skrzydła lewego oraz posiada odmienny układ architektoniczny fasady frontu. Ta część również ograniczona jest narożnikami o elewacji z poziomymi podziałami tynku imitującymi boniowanie, lecz narożniki ograniczają symetryczny układ 4 pionów okien po bokach oddzielonych od siebie pionem balkonowym. Po bokach pionu balkonowego wmurowano 4 pilastry prostopadłościenne zakończone kapitelami. Prawe skrzydło kamienicy jest pięciokondygnacyjne, a gzyms międzypiętrowy znajduje się między trzecim a czwartym piętrem. Ostatnia kondygnacja została cofnięta względem fasady skrzydła w celu utworzenia przestrzeni umożliwiającej wybudowanie balkonów.

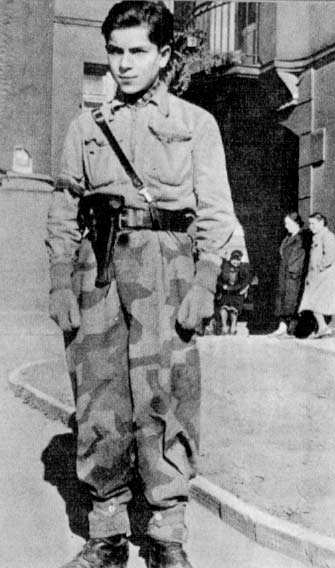
Powstaniec z batalionu "Ruczaj" na dziedzińcu kamienicy w sierpniu 1944 roku

## Walory architektoniczne
Kamienica jest budynkiem mieszkalnym z kondygnacją handlowo-usługową, a funkcje jej nie zmieniły się od czasów budowy w 1925. Także jej wystrój architektoniczny nie uległ zmianie od tamtego czasu. W najefektowniejszej, centralnej części kamienicy można zobaczyć potężne pilastry występujące z frontu budynku. Są wizytówką Mariana Lalewicza jako klasycyzującego architekta. Pilastry są kompilacją porządków korynckiego i doryckiego. Pozbawione kanelur trzony pilastrów podobne są do trzonów kolumn toskańskich. Pilastry są wysokie na 2 piętra kamienicy, a razem z przedłużeniami odchodzącymi w górę od kapiteli sięgają 3. piętra. Sytuacja ta ma miejsce w części centralnej oraz w prawym skrzydle. Pilastry walcowate posiadają entasis, lecz brak w nich echinusów, co czyni je uproszczonymi wersjami kolumn znanych ze stylu klasycznego. Bazy pilastrów znajdują się na prostopadłościennych cokołach, a kształt wolut w ich kapitelach jest odmienny od kształtu typowych ślimacznic w głowicach korynckich - są one zwinięte na planie prostokąta, przez co posiadają zagięcia. W zdobieniu kapiteli występują znane ze stylu korynckiego motywy roślinne z liśćmi akantu.
Nad kapitelami znajdują się przedłużenia pilastrów zakończone połowami abakusów, zarówno w pilastrach części centralnej jak i skrzydła prawego. W części centralnej do abakusów przymocowane są balustrady portfenetrów. Te znajdują się na każdym balkonie we wszystkich częściach kamienicy. W elewacji występują dwie linie gzymsów. Jeden jest gzymsem międzypiętrowym ponad 3. piętrem, który ciągnie się wzdłuż wszystkich ścian kamienicy. Tuż pod nim, na linii okien 3. piętra, wykonano zdobienia tryglifami i metopami o motywie żłobkowym. Pod linią tryglifów i metop ciągnie się prosty w formie profil. Drugi gzyms stanowi wykończenie nieskomplikowanej architektonicznie attyki budowli.
Zarówno okna, jak i wejścia do kamienicy pozbawione są okapów. Jedynie znajdujące się w części centralnej, w prostopadłych przybudówkach wysunięte przed lica frontu kamienicy pionowe linie balkonów stanowią pewną formę osłony przeciwdeszczowej wejść do klatek schodowych. Owe linie balkonów oraz dwa małe balkony w prawym skrzydle kamienicy są jedynymi elementami podpartymi przez niewielkie kroksztyny. W części centralnej kamienicy znajduje się 5 wejść do klatek schodowych w kształcie łukowatych korytarzy: jedno główne we frontowej części kamienicy oraz po dwa wejścia w dwóch skrzydłach bocznych. Ich zdobienia nie są identyczne: wejście główne we frontowej części pozbawione jest podziałów tynku oraz zwornika, co czyni je nieskomplikowanym wizualnie. Wejścia boczne natomiast posiadają boniowaną fasadę ścian bocznych, lecz także nie posiadają zworników. Ich miejsce zajęły kinkiety oświetlające wejście do klatki schodowej.
Narożniki centralnej części kamienicy mają opływowe kształty, lecz nie tworzą typowych faset. Narożniki między prostopadłymi przybudówkami frontem części centralnej zaginają się do środka, by utworzyć maleńkie zaułki. Na podwórzu mieszkańcy pielęgnują niewielkie klomby znajdujące się przy skrzydłach bocznych kamienicy. Przy prawej przybudówce rośnie także jedyne na podwórzu drzewo - kasztanowiec. Nawierzchnia placu między skrzydłami kamienicy wykonana została z mieszaniny mineralno-asfaltowej. Podwórze zamyka ażurowe stalowe ogrodzenie z dwuskrzydłową bramą. Ogrodzenie osadzone zostało na betonowym cokole, składa się z prostych prętów stalowych, pod i nad którymi przebiegają pasy meandrów. Ogrodzenie na całej swej długości, a więc także z bramą, przyozdobione zostało ostrymi, kutymi w spiralny kształt kolcami. Na słupach wspierających ogrodzenie znajdują się okrągłe, kute elementy przyozdobione karbowanymi kolcami.

## Galeria zdjęć budynku

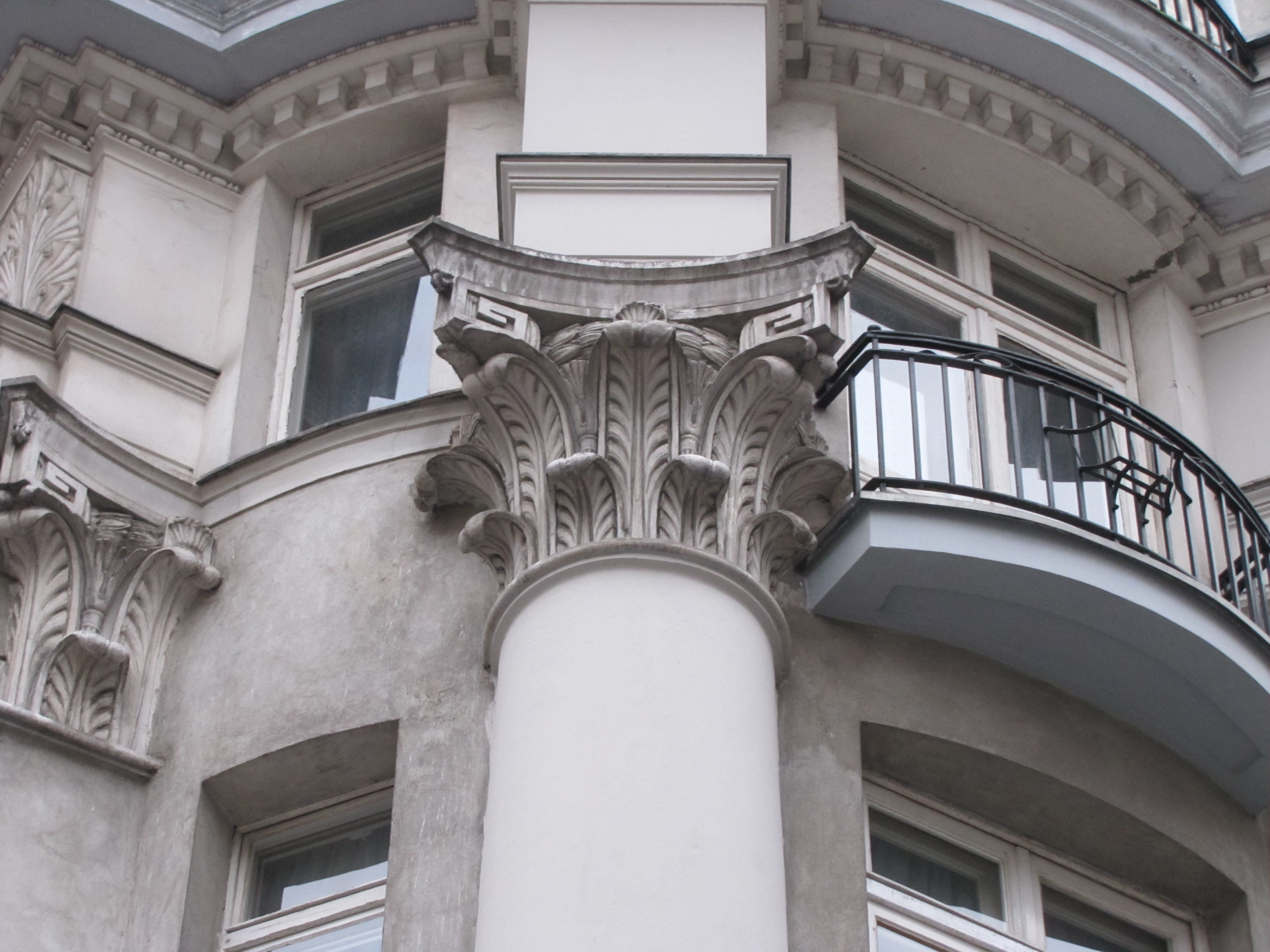
Kapitel pilastry i detale gzymsu
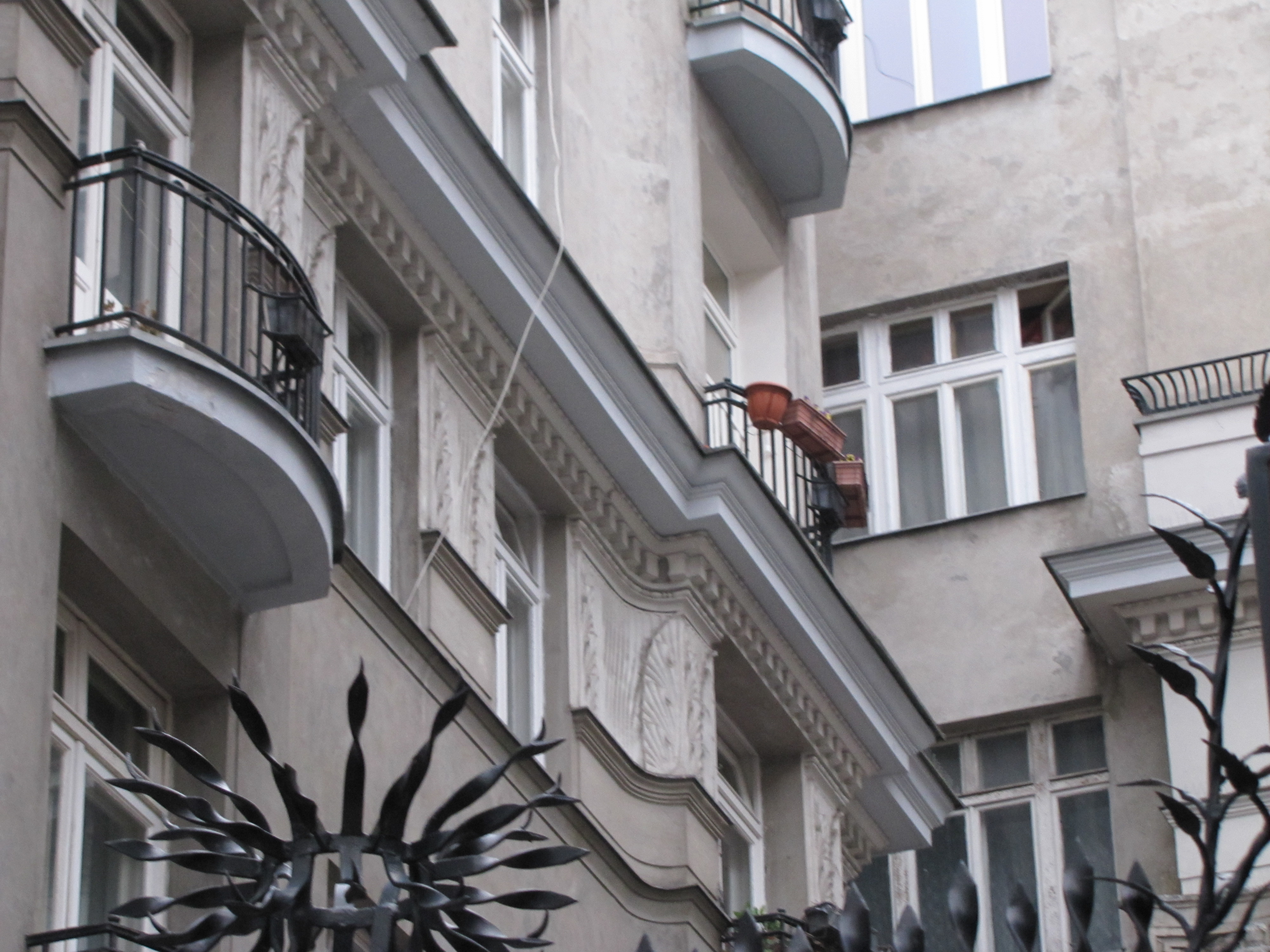
Gzyms międzypiętrowy
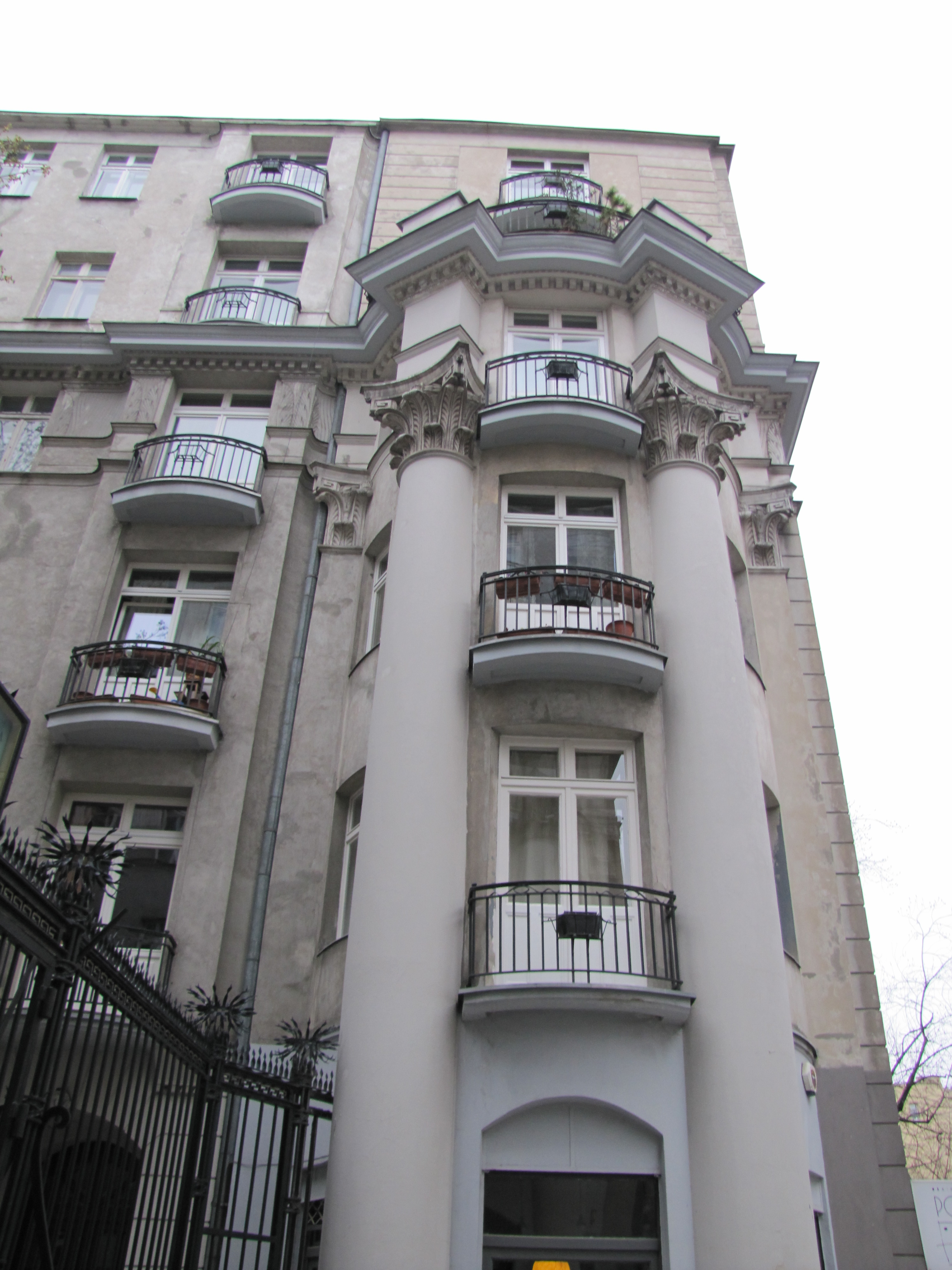
Prawy narożnik kamienicy (część centralna)
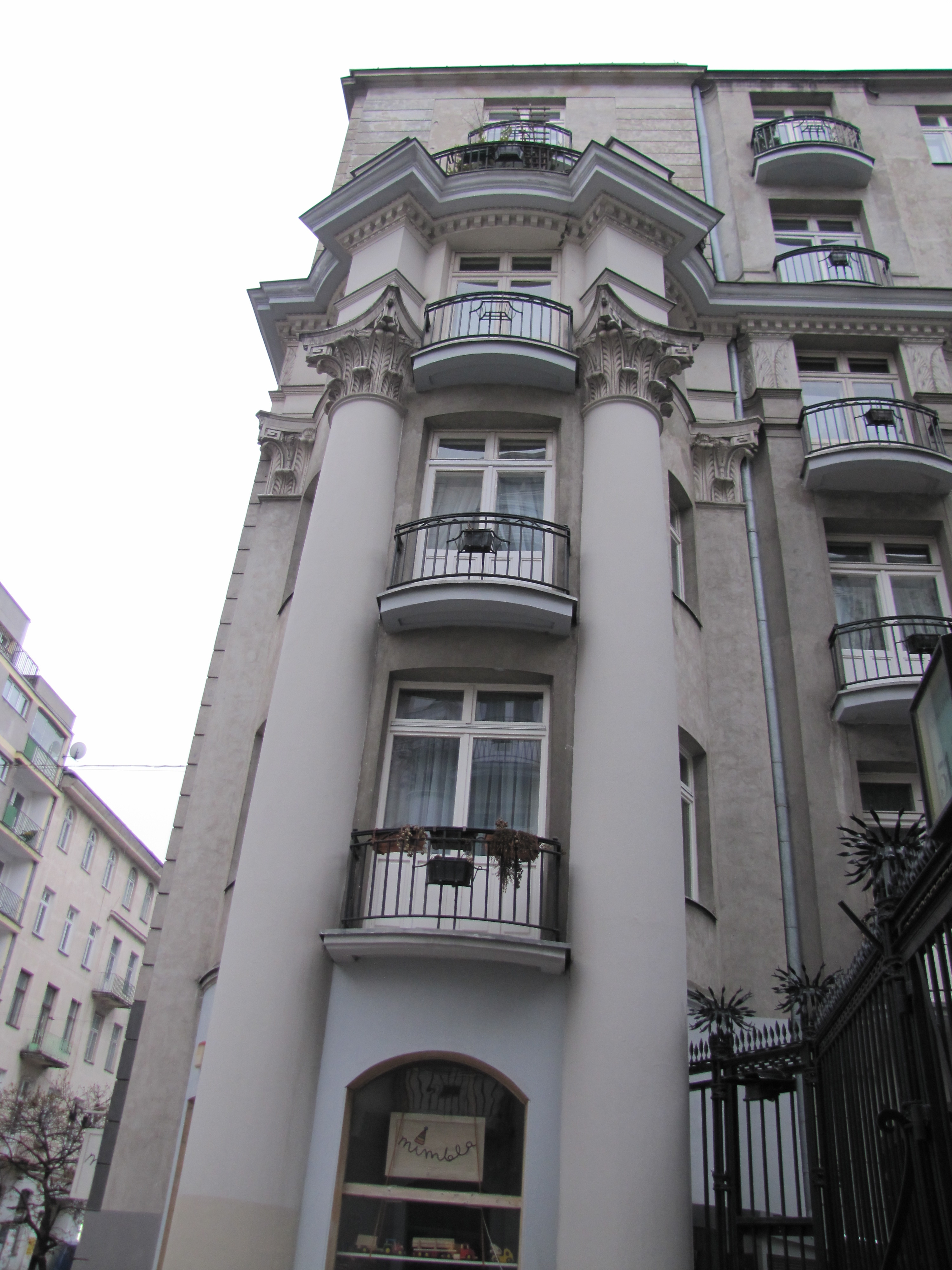
Lewy narożnik kamienicy (część centralna)
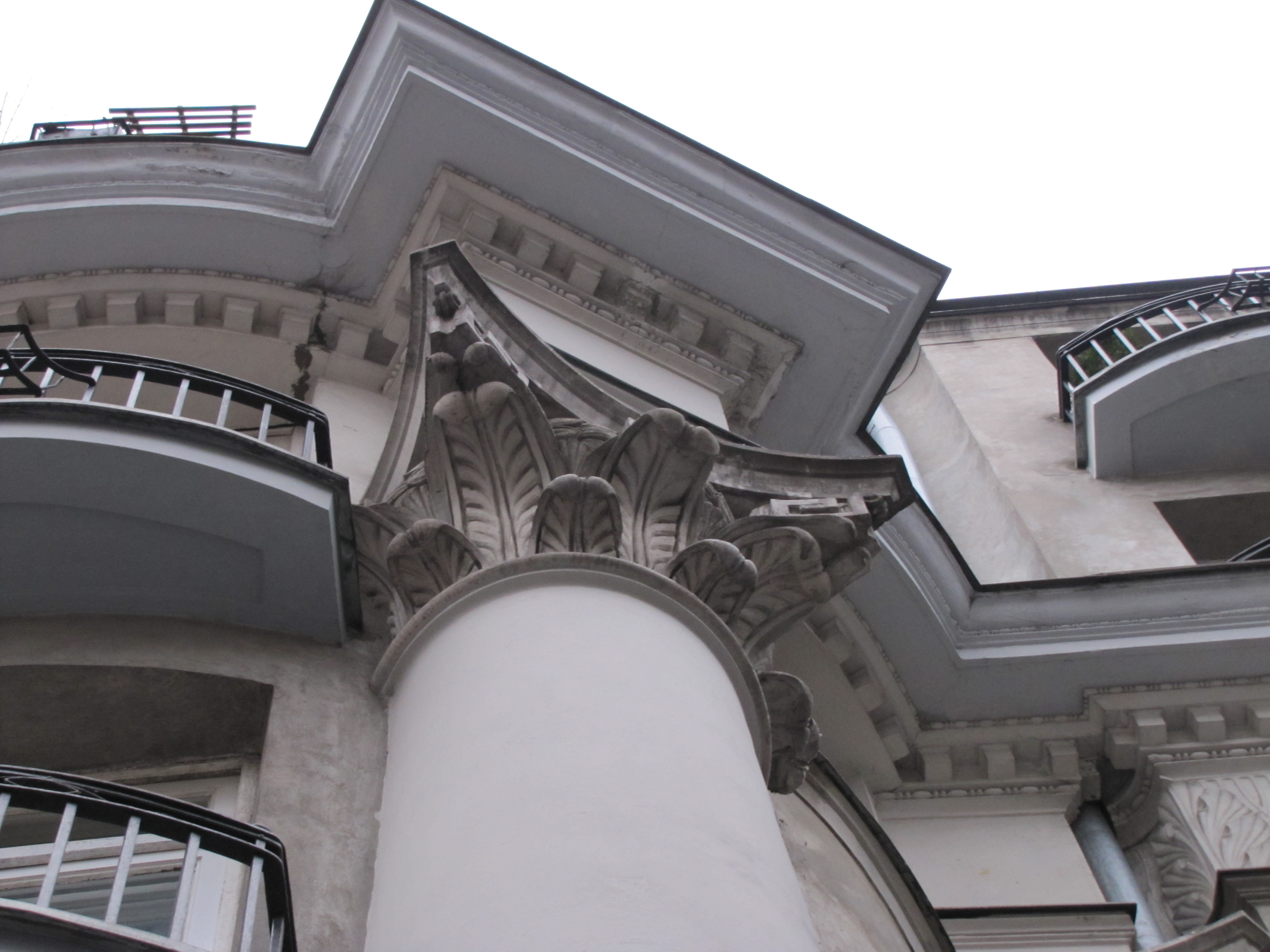
Kapitel i abakus widziane od dołu
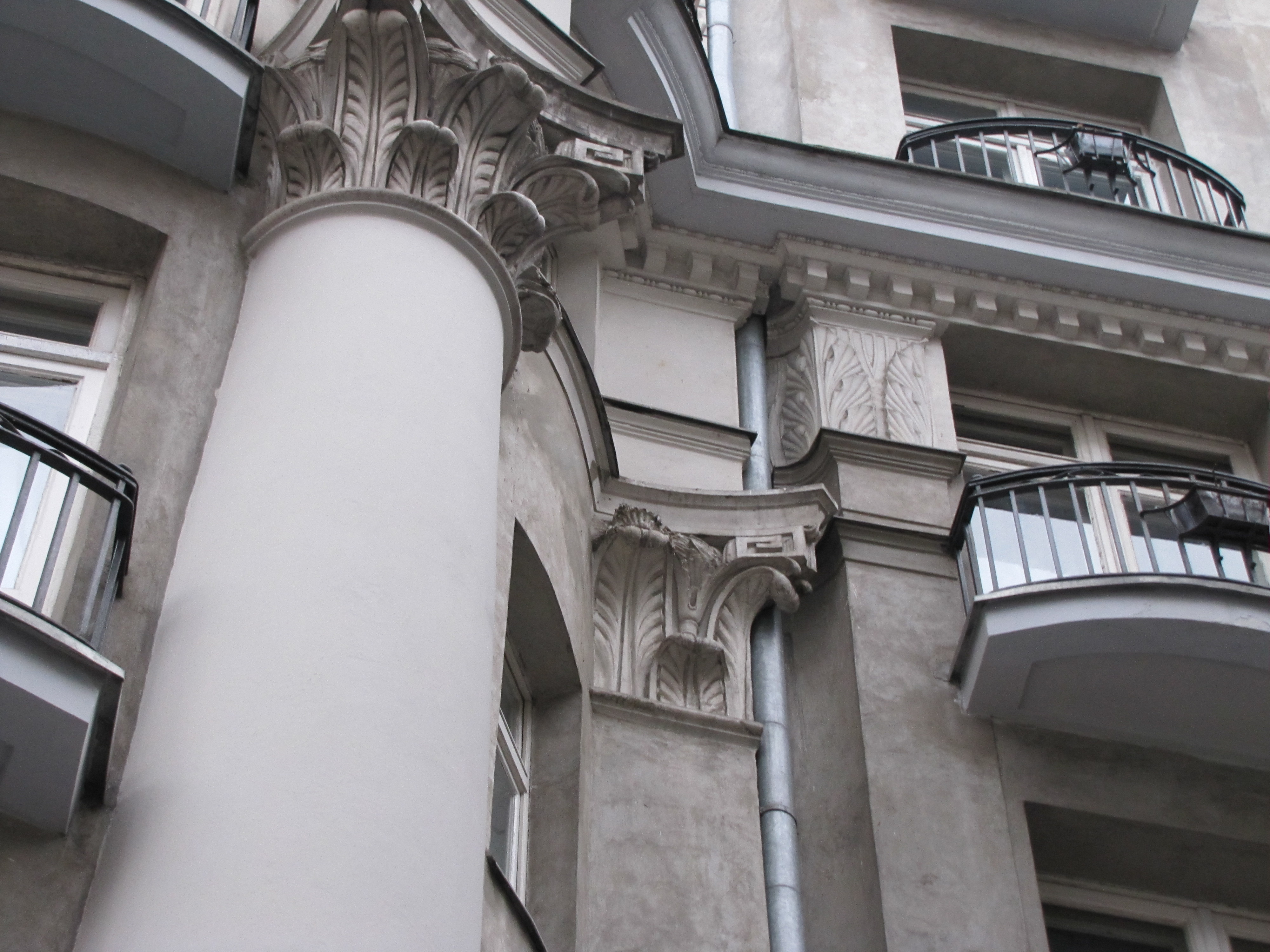
Detale kapiteli pilastrów i metopy
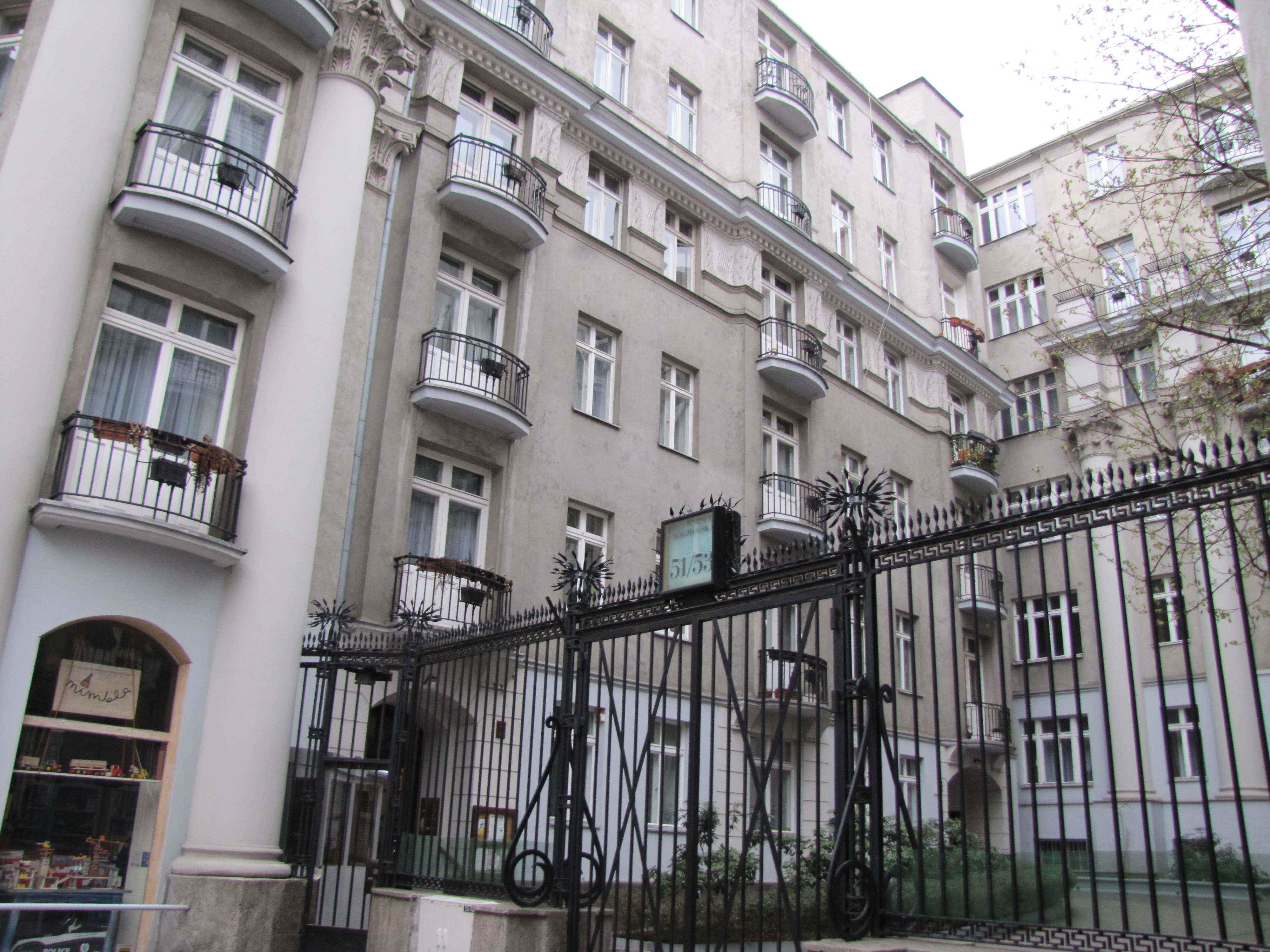
Lewa przybudówka kamienicy z bramą
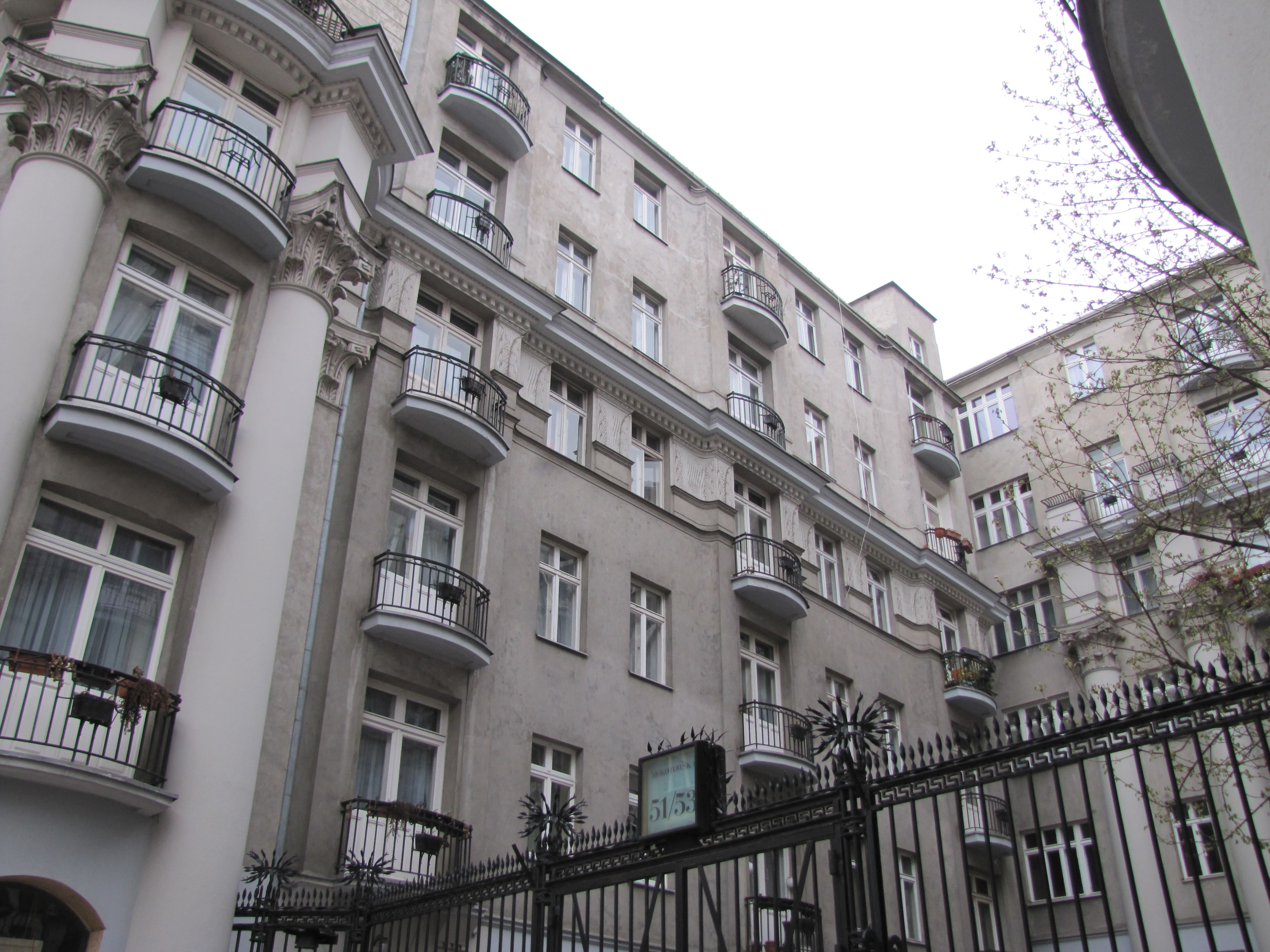
Lewa przybudówka kamienicy z bramą
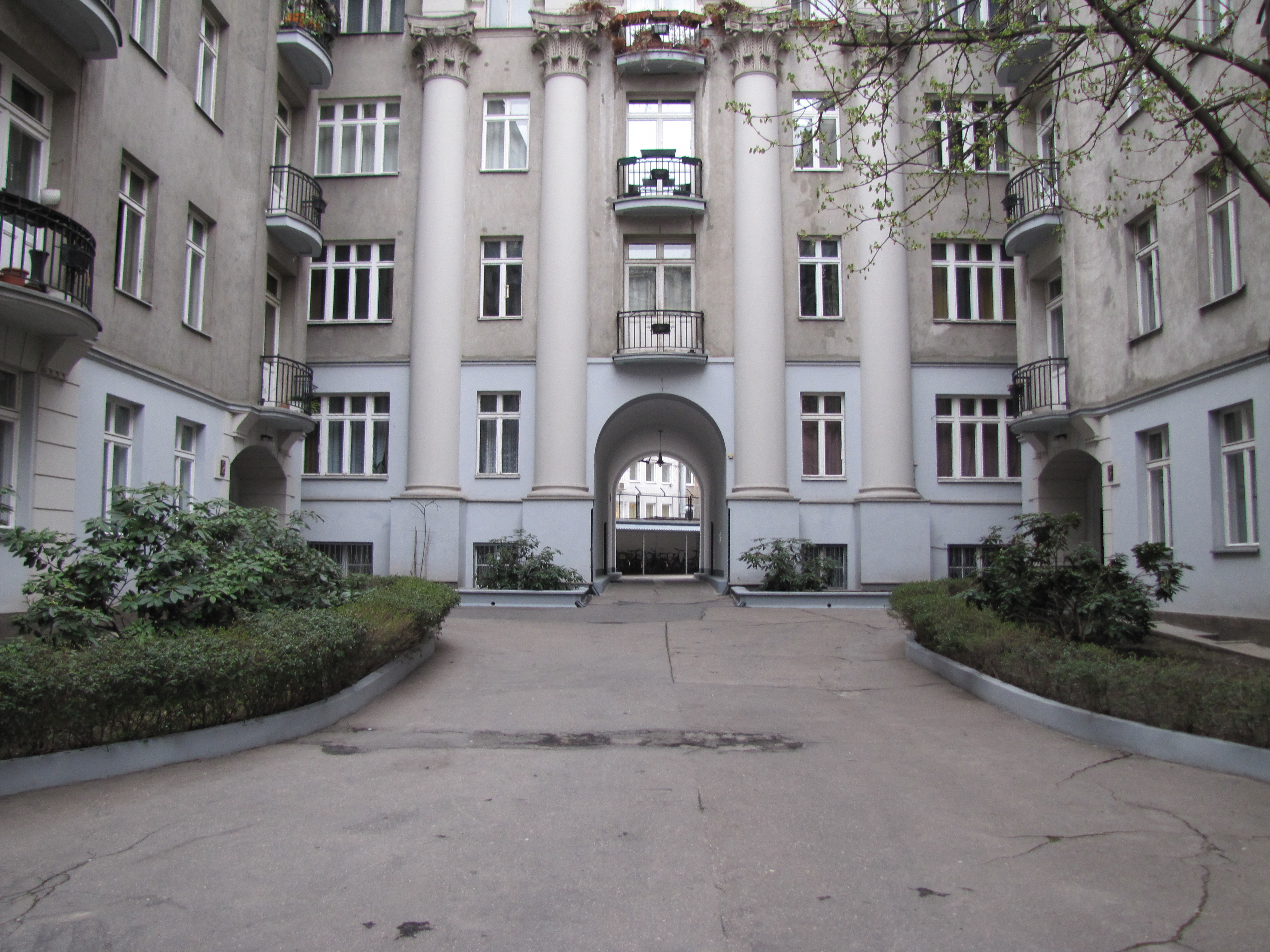
Widok na podwórze i bramę części centralnej
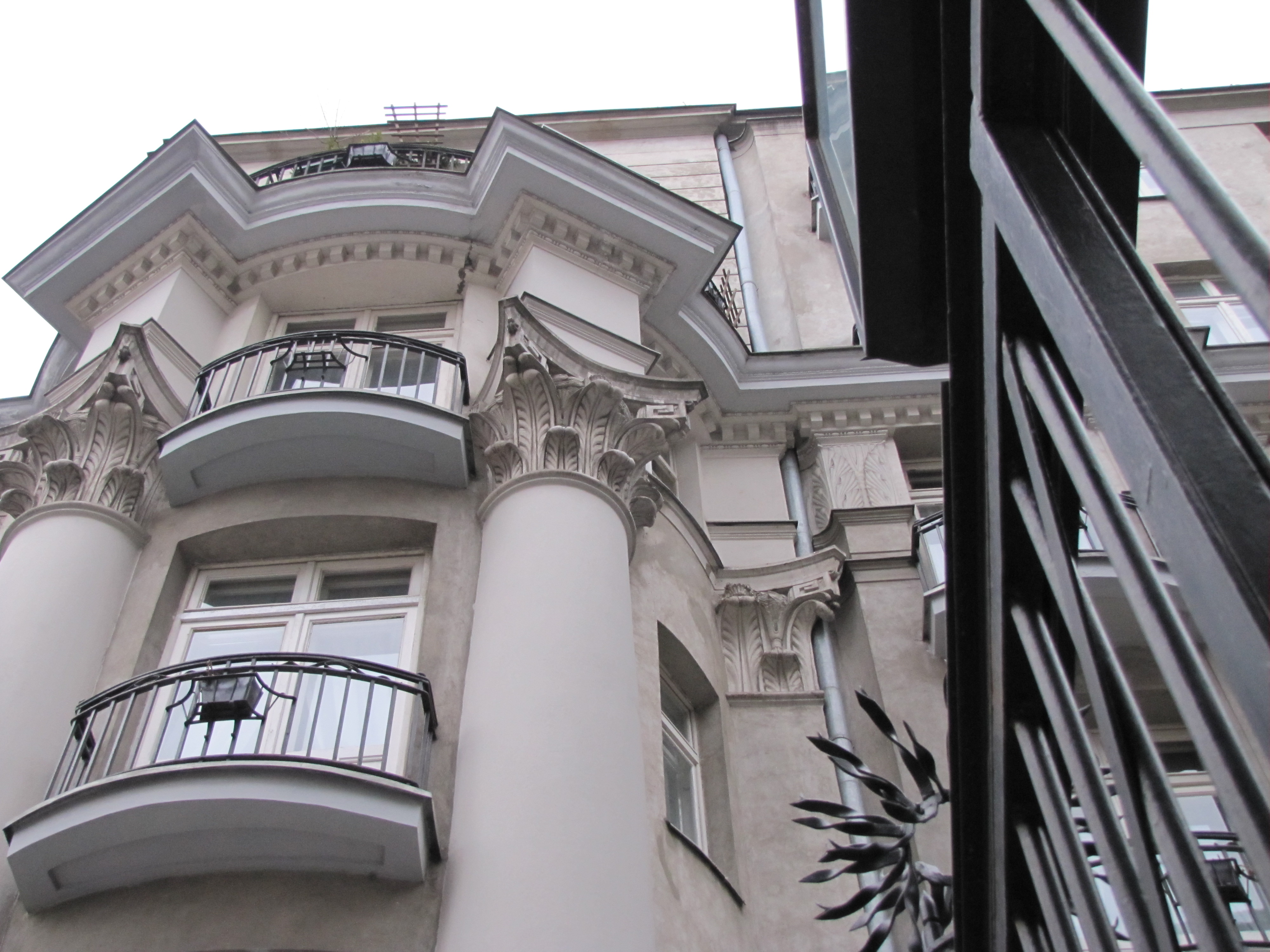
Detale lewego narożnika kamienicy (część centralna)
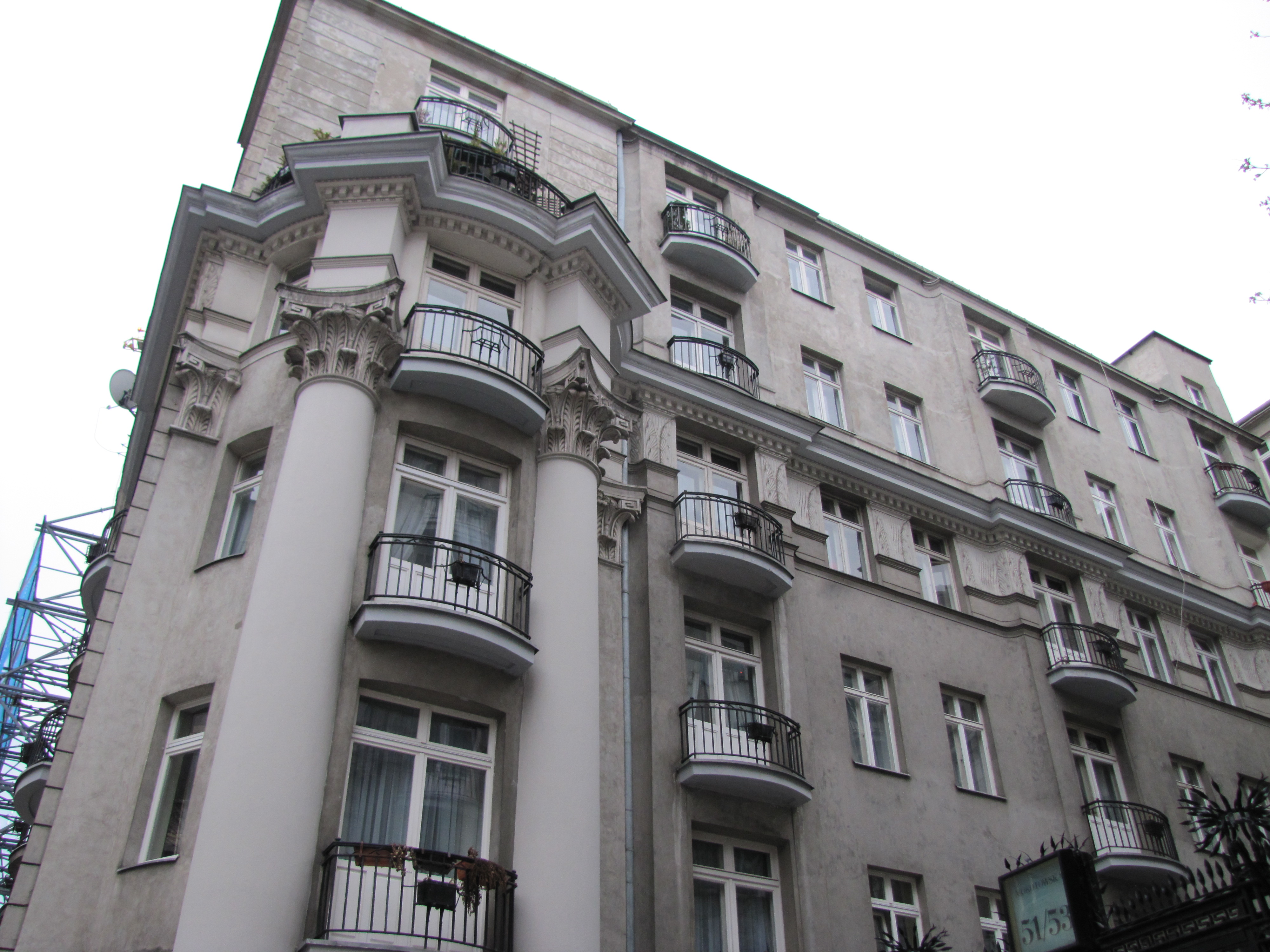
Lewy narożnik i linia kalenicy (część centralna)
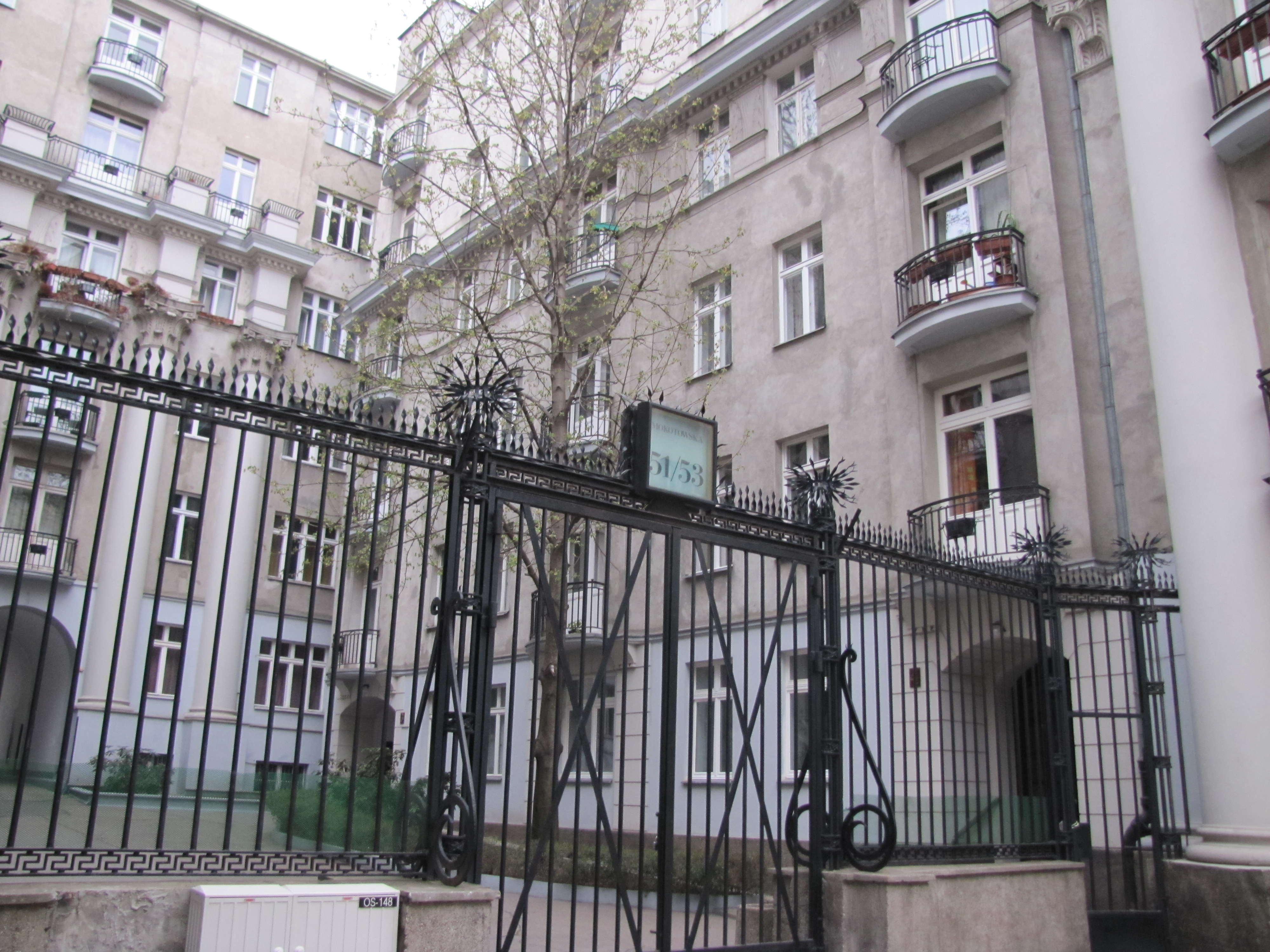
Prawa przybudówka i klomb
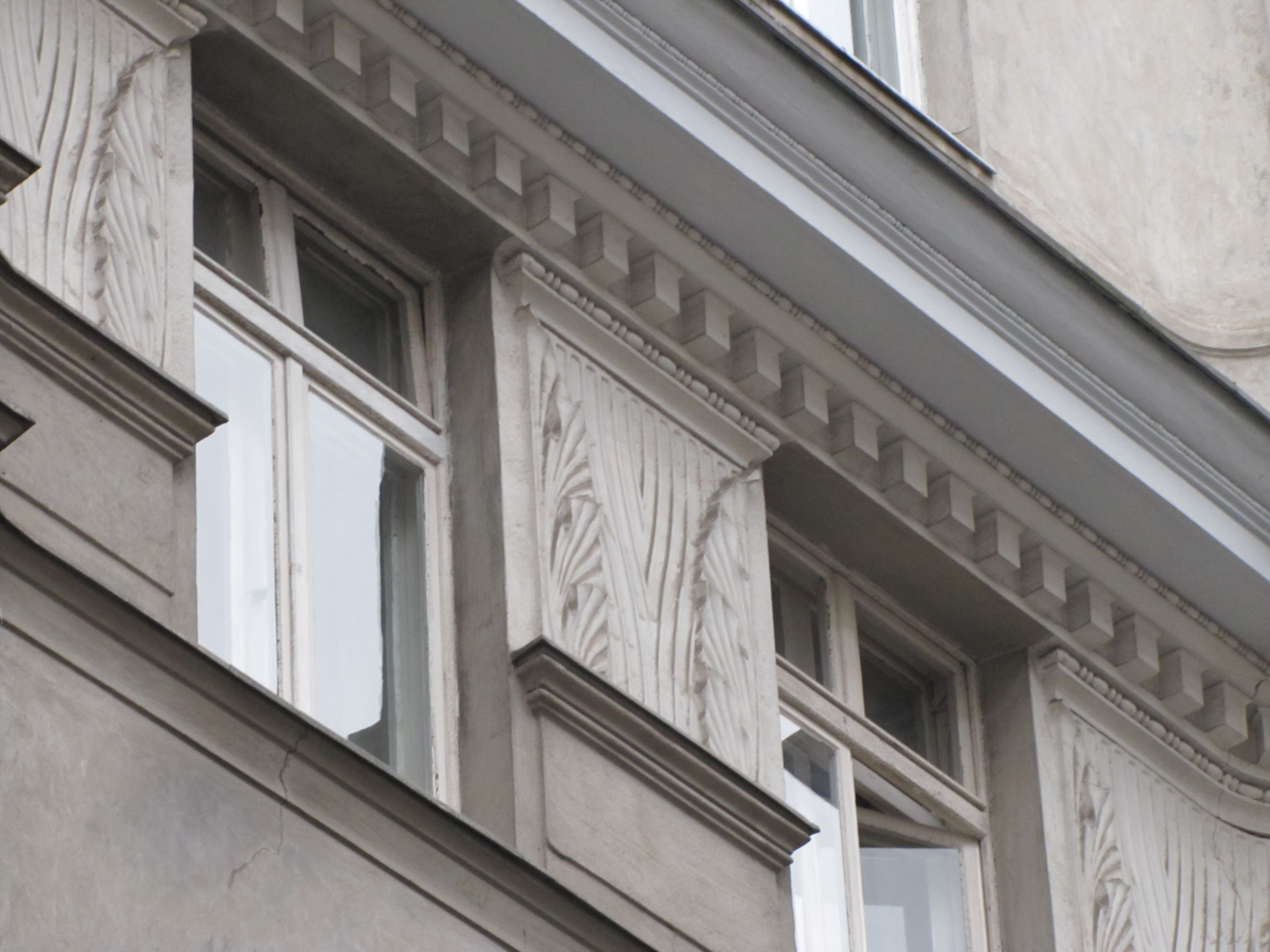
Detale metop i gzymsu międzypiętrowego
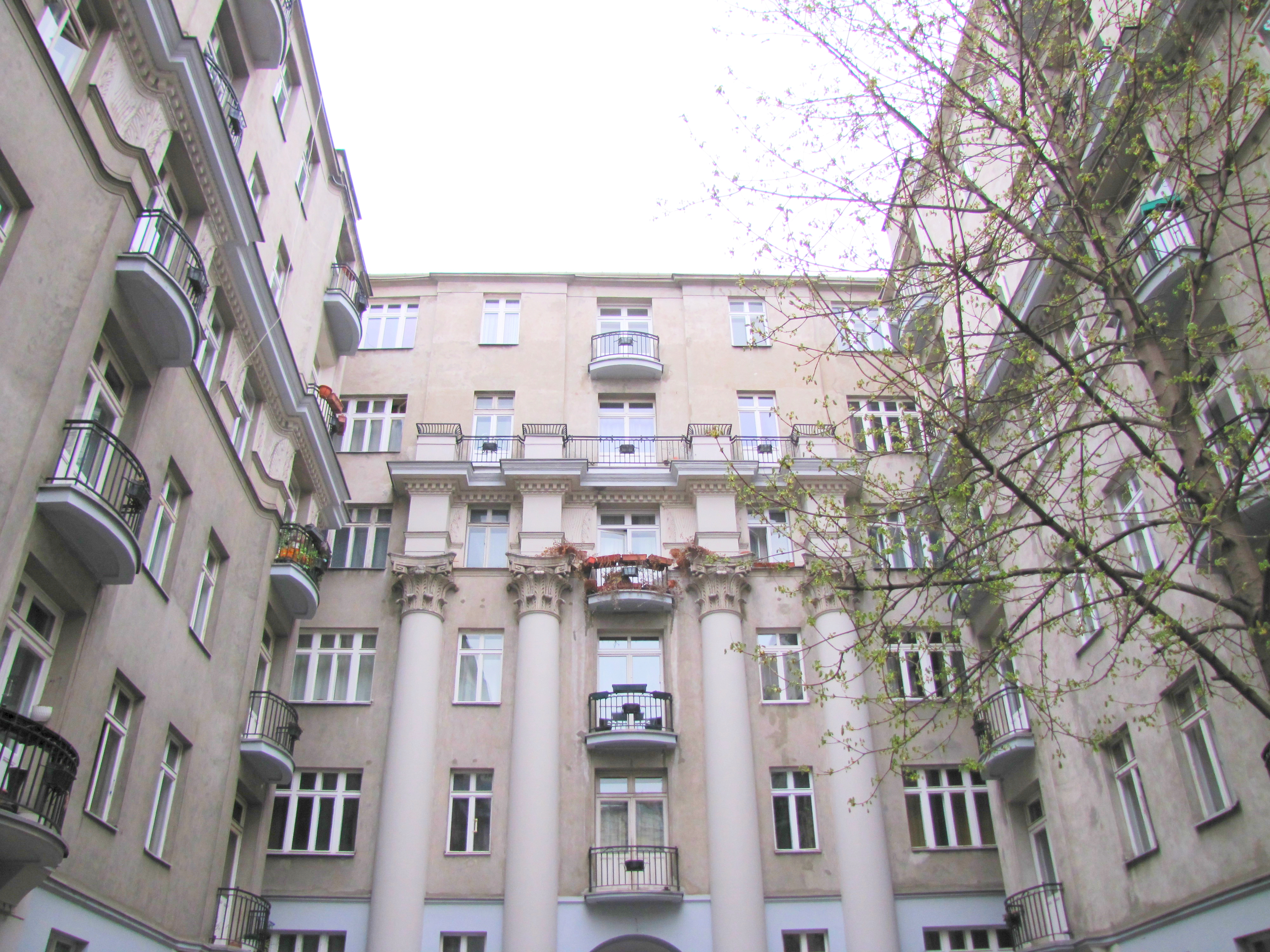
Widok na część główną kamienicy
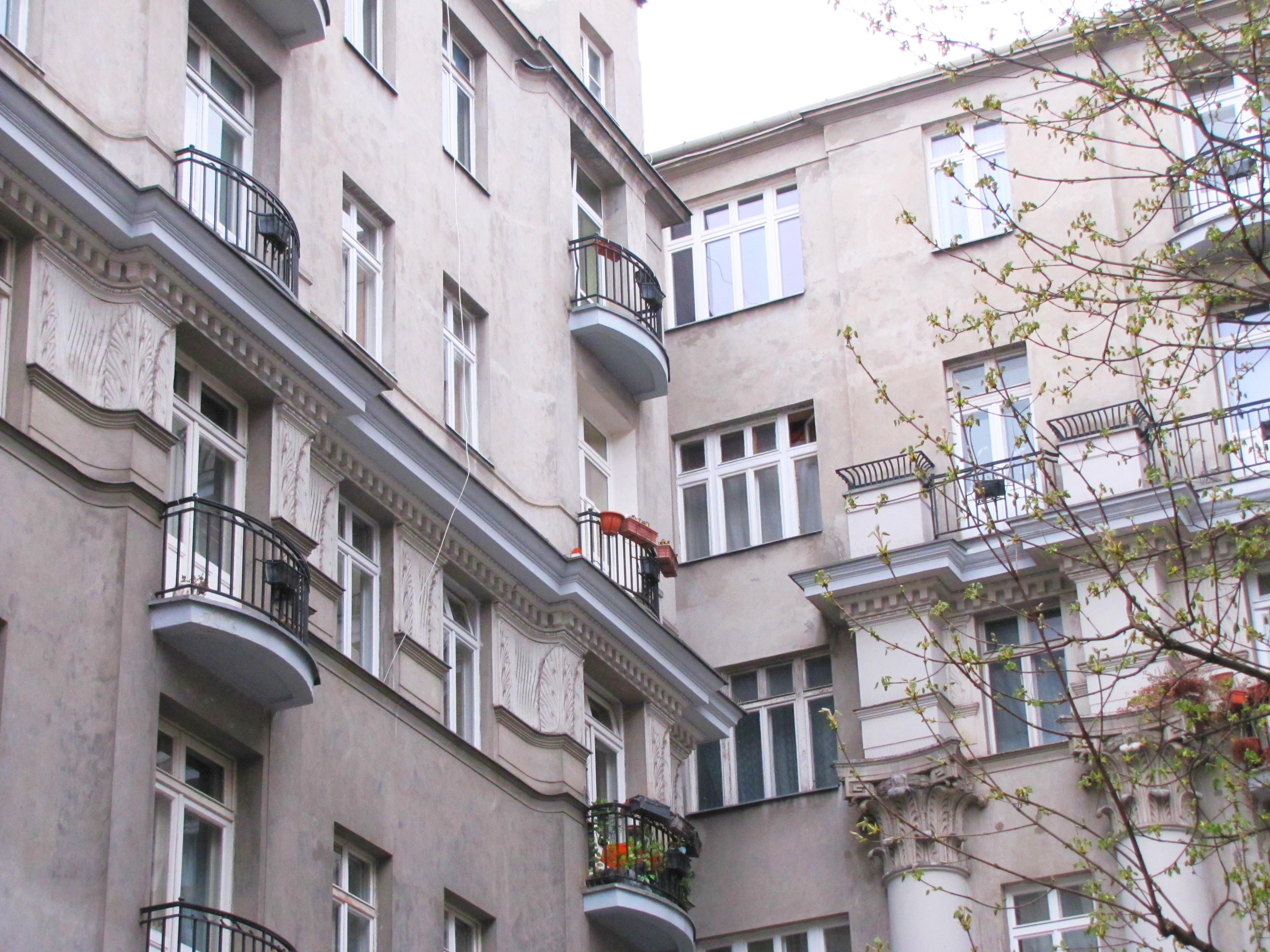
Lewy narożnik wewnętrzny części głównej z balkonami